# Eugène Chaperon

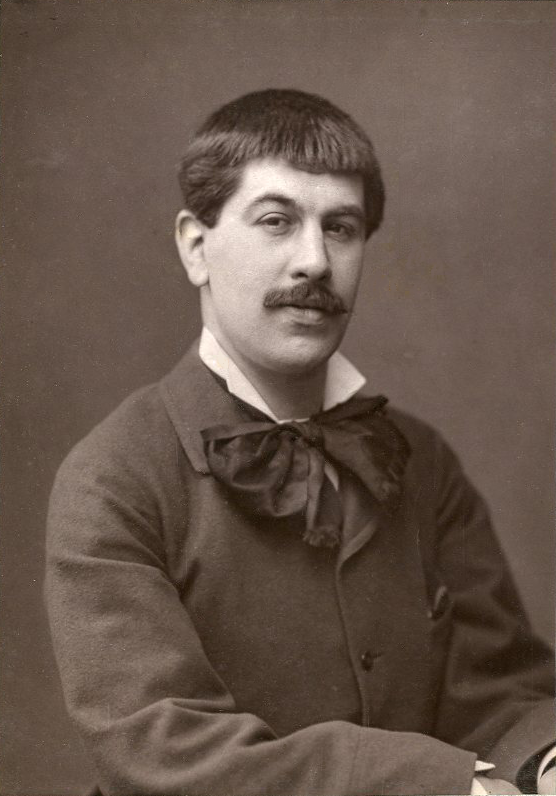
Eugène Chaperon

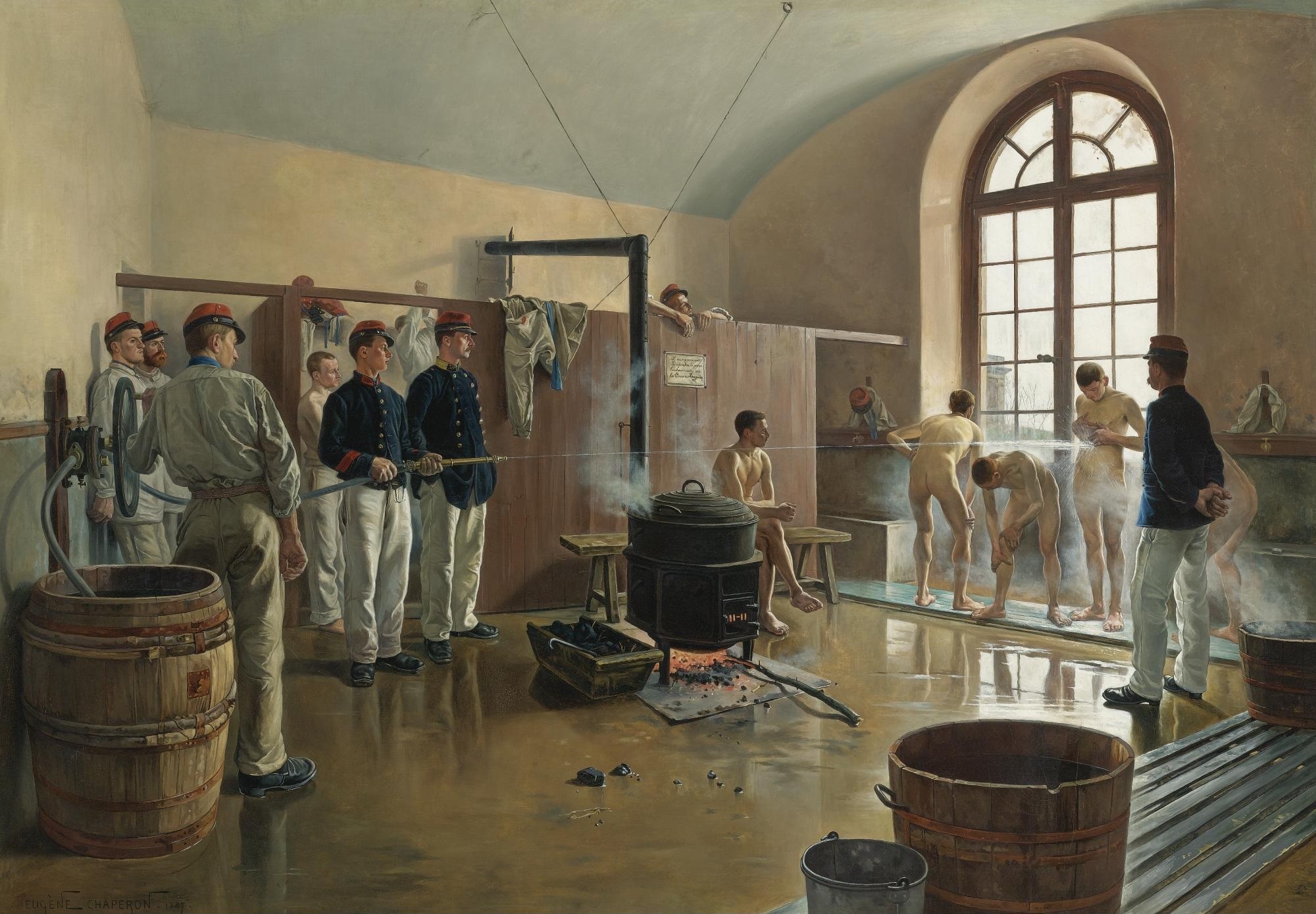
Ducha en el regimiento (1887), de Eugène Chaperon.

Eugène Chaperon (París, 7 de febrero de 1857-París, 27 de diciembre de 1938) fue un pintor, dibujante e ilustrador francés.
Fue alumno de Isidore Pils y de Jean Baptiste Édouard Detaille. Se especializó en escenas militares y batallas. Su obra más famosa, A l'aube (Al alba, 1880), recrea el amanecer en el campo de batalla de Patay.
Otras obras suyas muestran escenas cotidianas de la vida militar, como La douche au régiment (Ducha en el regimiento, 1887) o Le photographe au régiment (El fotógrafo en el regimiento, 1899). Son escenas relajadas de confraternización entre soldados y oficiales, muy acordes con las ideas del catolicismo social y de los políticos de la Tercera República Francesa.